# タンパク尿
タンパク尿（たんぱくにょう、英: proteinuria）は、タンパク質を高濃度に含んだ尿であり、病的なものと生理的なものがある。
本来尿中にはほとんど出ないはずのタンパク質が多く検出されることは病気を示唆する所見と考えられる。しかし起立性タンパク尿・運動性タンパク尿や疾患を伴わないタンパク尿も存在するため、単独では疾病の存在を断定するには至らない。

## 分類
| 級数 | 濃度                | 一日あたりの量  |
| ---- | ------------------- | --------------- |
| -    | 5 - 20mg/dL         |                 |
| +    | 30mg/dL             | 0.5g/日未満     |
| 2+   | 100mg/dL            | 0.5 - 1g/日     |
| 3+   | 300mg/dL            | 1 - 2g/日       |
| 4+   | More than 1000mg/dL | More than 2g/日 |

生理的タンパク尿
生理的タンパク尿は病的でない健常者に見られるタンパク尿。
体位性タンパク尿
体位性タンパク尿は、脊柱の前彎などにより腎静脈が圧迫され腎鬱血が惹起されて生じる、病的でない健常者に見られるタンパク尿。
運動性タンパク尿
運動性タンパク尿は運動によって病的でない健常者に見られるタンパク尿。
病的タンパク尿
病的タンパク尿はなんらかの病気によって見られるタンパク尿。

## 原因
腎前性、腎性、腎後性に分けて考えられる。
腎前性タンパク尿
分子量10000以下のタンパクは糸球体毛細管壁を通過するが尿細管で再吸収される。しかし、このような低分子量タンパクが過剰に産生され、尿細管の再吸収能力を超えるとタンパク尿が生じる（オーバーフロー）。
腎性タンパク尿
腎臓の糸球体は血液を濾過する際に、血中のタンパク質を尿へ排泄しないようにフィルターとして働いている。しかしこの機能が破綻することにより、尿中へタンパクを多く排泄するようになる。
糸球体性タンパク尿
基底膜の小孔のサイズと糖タンパクの膜の陰性荷電により高分子量タンパクは糸球体毛細管壁を通過しにくくなっているが、糸球体腎炎などではその構造と機能が変化して糸球体を高分子量タンパクが通過しやすくなり、糸球体性タンパク尿を生じる。アルブミン主体の高分子量タンパクが大部分を占める。
尿細管性タンパク尿
低分子量タンパクは糸球体を容易に通過するが近位尿細管で再吸収される。しかし尿細管が障害されると低分子量タンパクが再吸収されず、尿細管性タンパク尿を生じる。
腎後性タンパク尿
尿路（尿管・膀胱・尿道）のいずれかの炎症、腫瘍、結石などで尿にタンパクが混入するもの。

### 一時的なタンパク尿
- 鬱血性心不全[1]
- 脱水[1]
- 感情的ストレス[1]
- 運動[1]
- 発熱[1]
- 起立性タンパク尿[1]
- 発作[1]

### 持続性タンパク尿
- 腎前性タンパク尿
  - 血色素尿症[1]
  - 多発性骨髄腫（multiple myeloma）[1]
  - ミオグロビン尿[1]
  - マクログロブリン血症
  - H鎖病
  - 特発性L鎖病
- 腎性タンパク尿
  - アルポート症候群[1]
  - アミロイドーシス[1]
  - 糖尿病[1]
  - 感染症（HIV、梅毒、肝炎、レンサ球菌感染後など）[1]
  - サルコイドーシス[1]
  - ネフローゼ症候群
  - Alport症候群
  - Goodpasture症候群
  - ループス腎炎、皮膚筋炎、全身性硬化症などの膠原病
  - 慢性腎臓病（Chronic kidney disease：CKD）
- 腎後性タンパク尿
  - 尿路感染症
  - 尿路結石による出血
  - 膀胱腫瘍